# Juan Nicasio
Juan Nicasio (nacido el 31 de agosto de 1986 en San Francisco de Macorís) es un lanzador dominicano de Grandes Ligas que juega con Los Phillies de Philadelphia.
Comenzó su carrera profesional en 2006, lanzando para los DSL Rockies y teniendo récord de 2-1 con una efectividad de 2.89 en ocho partidos (cinco como abridor). Con los Casper Rockies en 2007,  Nicasio tuvo récord de 0-3 con una efectividad de 4.36 en 13 partidos (ocho como abridor). En 2008, lanzó para Tri-City Dust Devils y tuvo récord de 2-4 con una efectividad de 4.50 en 12 aperturas. Con Asheville Tourists en 2009, Nicasio tuvo récord de 9-3 con una efectividad de 2.41 en 18 aperturas, y ponchó a 115 bateadores en 112 entradas de trabajo.
Comenzó la temporada 2010 con Modesto Nuts.
El 28 de mayo de 2011, Nicasio fue llamado desde el equipo Doble-A Tulsa Drillers para tomar el lugar de Jorge de la Rosa en la rotación. Billings Bruce fue enviado a Triple-A para hacer espacio. Nicasio hizo su debut ese día, frente a los Cardenales de San Luis, lanzando siete entradas, mientras que permitía una carrera sucia. Los Rockies ganaron 15 a 4, dando a Nicasio su primera victoria en Grandes Ligas. Su primer ponche de Grandes Ligas fue a Jaime García. En total, Nicasio entregó seis hits, dos boletos y ponchó a dos.
El 5 de agosto de 2011, en un juego contra los Nacionales de Washington, Nicasio fue golpeado en el lado derecho de la cabeza por una línea bateada por Ian Desmond. El impacto le rompió el cuello. Se sometió a una cirugía a la mañana siguiente para estabilizar su vértebra cervical. Le fue colocado un collarín cervical y fue fuertemente sedado. A partir del 8 de agosto de 2011, Nicasio fue capaz de caminar por el hospital dos veces sin ayuda. Y el 20 de septiembre se le quitó el collarín. Se espera que sea capaz de lanzar en los entrenamientos de primavera, y también la próxima temporada.